# El principito (serie animada)
El principito es una serie animada basada en la obra de Antoine de Saint-Exupéry. Transmitida por Discovery Kids desde el 2 de diciembre de 2011, constó con 78 capítulos, divididos en 3 temporadas. Fue revisada por los herederos de Saint-Exupéry, para que mantuviera la esencia del autor.
La serie animada cuenta nuevas historias desarrolladas desde el punto de vista de El Principito, los guionistas no tomaron la historia original sino que se inspiraron en ella para crear nuevas historias. La adaptación de la obra para la serie tomó 10 años y fue revisada, en todo el proceso, por el sobrino nieto de Saint-Exupéry, Olivier d’Aggay. Para la animación se usaron las últimas técnicas de animación computarizada.